# جيف إيفانز (لاعب اتحاد الرغبي بريطاني)
جيف إيفانز (بالإنجليزية: Geoff Evans)‏ هو لاعب اتحاد الرغبي بريطاني، ولد في 10 ديسمبر 1950 في كوفنتري في المملكة المتحدة.

## وصلات خارجية
- جيف إيفانز (لاعب اتحاد الرغبي بريطاني) عل موقع إسبنسكروم (الإنجليزية)